# Trioen
Trioen (norwegisch für Trio) ist eine isolierte Gruppe aus drei Nunatakkern im ostantarktischen Königin-Maud-Land. Im Borg-Massiv ragen sie rund 13 km nordwestlich der Borga auf.
Norwegische Kartographen, die sie auch benannten, kartierten sie anhand von Luftaufnahmen und Vermessungen der Norwegisch-Britisch-Schwedischen Antarktisexpedition (1949–1952).